# 杉村一馬
杉村 一馬（すぎむら かずま、1932年1月6日 - 1985年7月9日）は、日本の騎手（日本競馬会、国営競馬、日本中央競馬会）、調教師（日本中央競馬会・栗東トレーニングセンター）。宮崎県都城市出身。

## 経歴
調教師である杉村政春の長男として生まれる。1946年5月に伊藤勝吉に入門して修行し、1948年10月12日付けで騎手免許を取得した。
初騎乗は10月16日の第1回京都競馬初日第2競走のサラ系戦で、ニューライトに騎乗し4着に入り、12月5日の第2回京都8日目第2競走のサラ系障害戦で、デビュー戦と同じくニューライトに騎乗して初勝利を挙げた。
1953年にはジツホマレに騎乗して優駿牝馬を勝利。これが初重賞勝利でもあった。1960年にはトキノキロクで、1966年にはワカクモで桜花賞を制するなど、牝馬に騎乗して好成績を挙げた。とくにワカクモについては、母クモワカにも騎乗して1951年の桜花賞で2着に入っており、のちの伝貧騒動とも相俟って、陣営悲願の勝利として話題になった。
1966年には、オーストラリアの国際騎手招待競走で騎乗した。
1969年に調教師免許を取得して騎手を引退。その後は栗東トレーニングセンターで厩舎を持ち、重賞こそ勝てなかったものの、通算233勝を挙げた。1985年7月9日に53歳で死去した。
栗東・友道康夫厩舎所属の杉村利士一（壽一より改名）調教助手は長男である。

## 成績

### 騎手成績
通算成績3403戦381勝

#### 重賞勝利
- ジツホマレ（1953年優駿牝馬、1954年京都牝馬特別）
- ツキシマ（1956年京都4歳特別）
- トキノキロク（1960年桜花賞）
- チカラガネ（1962年タマツバキ記念（春））
- マルニロール（1962年京都記念（春））
- ワカクモ（1966年桜花賞、小倉記念）

### 調教師成績
通算成績3613戦233勝

## 主な厩舎所属者
※太字は門下生。括弧内は厩舎所属期間と所属中の職分。
- 広松孝司（1970年-1984年 騎手）
- 佐山優（1971年-1977年 騎手）
- 佐々木晶三（1982年-1985年 調教助手）